# Bergsprängning

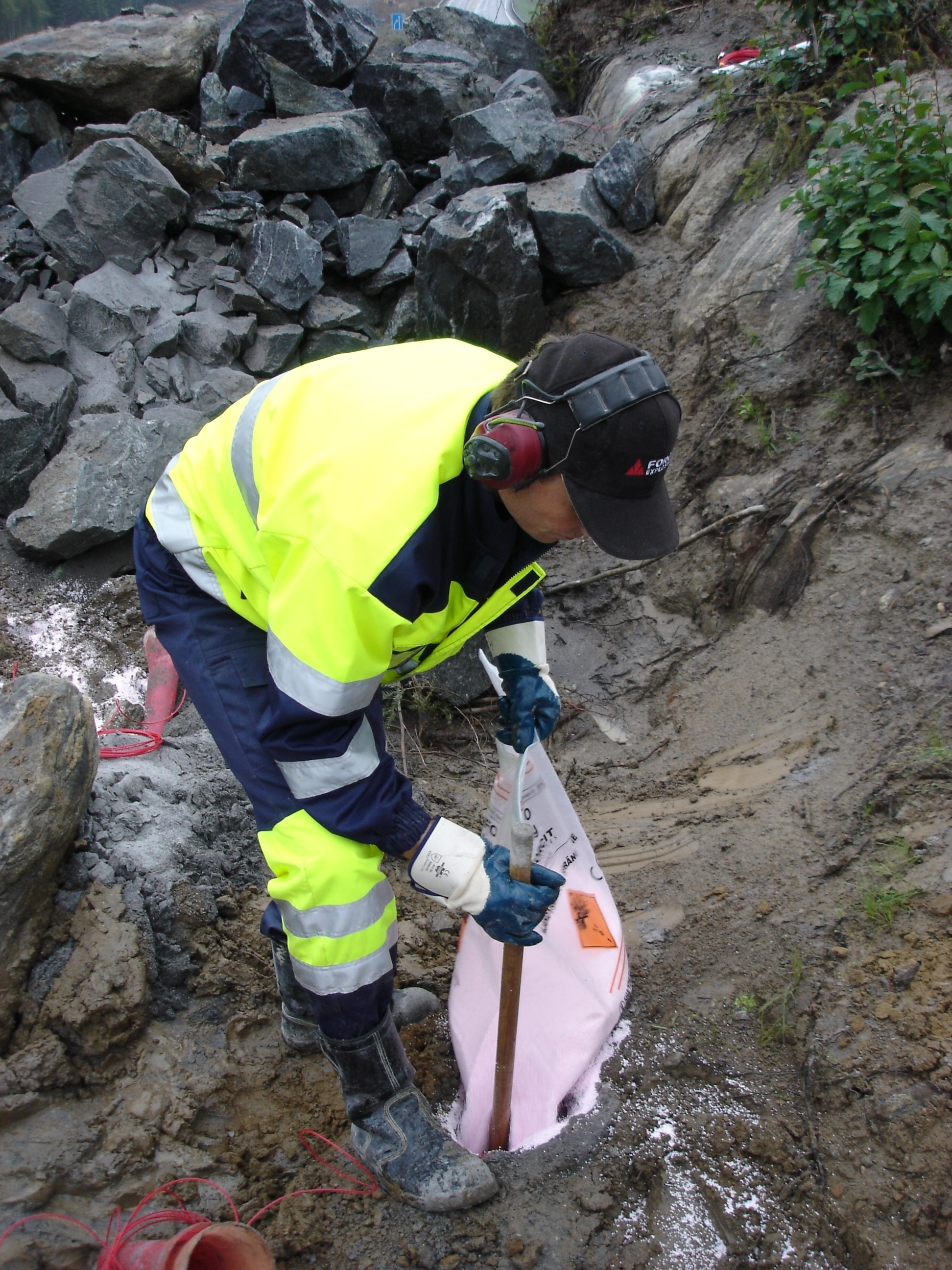
Ett borrat hål laddas med sprängämne.

Bergsprängning är en metod för att med sprängämnen spräcka berg, vanligen i syfte att losshålla berget så det går att schakta med schaktmaskiner. 
Under de senaste hundra åren har nitroglycerinbaserade sprängämnen använts för bergsprängning. Alternativet ANFO som är enklare att förvara, hantera och använda presterar dock inte lika bra.
Vid sprängningen expanderar berget så att dess volym kan bli upp till dubbelt så stor. Den som utför arbetet kallas bergsprängare.